# 遊戯基地
遊戯基地（ゲームベース、遊戲基地、Gamebase）は、コンピュータゲーム情報に焦点をあてた、中国語のポータルウェブサイト。 